# Махмудов Акжол Махамаджанович
Акжол Махамаджанович Махмудов (нар. 15 квітня 1999) — киргизький борець греко-римського стилю, срібний призер Олімпійських ігор 2020 року, бронзовий призер Олімпійських ігор 2024 року, дворазовий чемпіон світу, чемпіон та срібний призер Азійських ігор, триразовий чемпіон Азії.

## Спортивні результати на міжнародних змаганнях

### Виступи на Олімпіадах
| Змагання                    | Збірна     | Вагова категорія                 | Місце  |
| --------------------------- | ---------- | -------------------------------- | ------ |
| Літні Олімпійські ігри 2020 | Киргизстан | греко-римська боротьба, до 77 кг | Срібло |
| Літні Олімпійські ігри 2024 | Киргизстан | греко-римська боротьба, до 77 кг | Бронза |

### Виступи на Чемпіонатах світу
| Змагання                        | Збірна     | Вагова категорія                 | Місце  |
| ------------------------------- | ---------- | -------------------------------- | ------ |
| Чемпіонат світу з боротьби 2022 | Киргизстан | греко-римська боротьба, до 77 кг | Золото |
| Чемпіонат світу з боротьби 2023 | Киргизстан | греко-римська боротьба, до 77 кг | Золото |

### Виступи на Чемпіонатах Азії
| Змагання                       | Збірна     | Вагова категорія                 | Місце  |
| ------------------------------ | ---------- | -------------------------------- | ------ |
| Чемпіонат Азії з боротьби 2018 | Киргизстан | греко-римська боротьба, до 72 кг | Золото |
| Чемпіонат Азії з боротьби 2022 | Киргизстан | греко-римська боротьба, до 77 кг | Золото |
| Чемпіонат Азії з боротьби 2023 | Киргизстан | греко-римська боротьба, до 77 кг | Золото |
| Чемпіонат Азії з боротьби 2024 | Киргизстан | греко-римська боротьба, до 77 кг | Срібло |

### Виступи на Азійських іграх
| Змагання           | Збірна     | Вагова категорія                 | Місце  |
| ------------------ | ---------- | -------------------------------- | ------ |
| Азійські ігри 2018 | Киргизстан | греко-римська боротьба, до 77 кг | Срібло |
| Азійські ігри 2022 | Киргизстан | греко-римська боротьба, до 77 кг | Золото |

### Виступи на Іграх ісламської солідарності
| Змагання                          | Збірна     | Вагова категорія                 | Місце  |
| --------------------------------- | ---------- | -------------------------------- | ------ |
| Ігри ісламської солідарності 2022 | Киргизстан | греко-римська боротьба, до 77 кг | Золото |

### Виступи на Кубках світу
| Змагання                    | Збірна     | Вагова категорія                 | Місце |
| --------------------------- | ---------- | -------------------------------- | ----- |
| Кубок світу з боротьби 2020 | Киргизстан | греко-римська боротьба, до 77 кг | 11    |

### Виступи на інших змаганнях
| Змагання                                                     | Збірна     | Вагова категорія                 | Місце  |
| ------------------------------------------------------------ | ---------- | -------------------------------- | ------ |
| Меморіал Болата Турлиханова 2018                             | Киргизстан | греко-римська боротьба, до 77 кг | 9      |
| Київський Міжнародний турнір з боротьби 2021                 | Киргизстан | греко-римська боротьба, до 77 кг | 10     |
| Олімпійський кваліфікаційний турнір з боротьби 2020 (Алмати) | Киргизстан | греко-римська боротьба, до 77 кг | Золото |
| Турнір Вехбі Емре і Гаміта Каплана 2021                      | Киргизстан | греко-римська боротьба, до 77 кг | Бронза |
| Турнір Дана Колова — Николи Петрова 2022                     | Киргизстан | греко-римська боротьба, до 77 кг | Бронза |
| Меморіал Болата Турлиханова 2022                             | Киргизстан | греко-римська боротьба, до 82 кг | Золото |
| Кубок Владислава Пітласинські 2022                           | Киргизстан | греко-римська боротьба, до 77 кг | Бронза |
| Турнір Дана Колова — Николи Петрова 2023                     | Киргизстан | греко-римська боротьба, до 77 кг | Золото |
| Міжнародний турнір Любомира Івановича-Гедзи 2023             | Киргизстан | греко-римська боротьба, до 77 кг | Золото |
| Турнір Яшара Догу, Вехбі Емре і Гаміта Каплана 2024          | Киргизстан | греко-римська боротьба, до 77 кг | 8      |
| Кубок Владислава Пітласинські 2024                           | Киргизстан | греко-римська боротьба, до 77 кг | Золото |

### Виступи на змаганнях молодших вікових груп
| Змагання                                      | Збірна     | Вагова категорія                 | Місце  |
| --------------------------------------------- | ---------- | -------------------------------- | ------ |
| Чемпіонат Азії з боротьби серед кадетів 2015  | Киргизстан | греко-римська боротьба, до 58 кг | Золото |
| Чемпіонат Азії з боротьби серед кадетів 2016  | Киргизстан | греко-римська боротьба, до 69 кг | Золото |
| Чемпіонат світу з боротьби серед кадетів 2016 | Киргизстан | греко-римська боротьба, до 69 кг | Золото |
| Чемпіонат Азії з боротьби серед юніорів 2017  | Киргизстан | греко-римська боротьба, до 74 кг | Золото |
| Чемпіонат світу з боротьби серед юніорів 2017 | Киргизстан | греко-римська боротьба, до 74 кг | Срібло |